# Palestinska befrielseorganisationen
Palestinska befrielseorganisationen (arabiska: منظمة التحرير الفلسطينية, Munaẓẓamat al-Taḥrīr al-Filasṭīniyyat), förkortad PLO från dess engelska namn (engelska: Palestine Liberation Organisation), är en paraplyorganisation för palestinska nationalistgrupper, och erkänns som ett slags inofficiell regering för det palestinska folket över hela världen sedan rörelsen fick observatörsstatus i FN år 1974.

## Historia
Palestinska befrielseorganisationen bildades den 2 juni 1964 med uppmuntran från Arabförbundet efter ett av dess möten i Kairo. Palestinierna organiserade sig som en befrielserörelse med målet att erövra det landområde som år 1948 blev Staten Israel.
Fram till 1969 dominerades rörelsen, med ordförande Ahmad Shukairi i spetsen, av palestinier med stöd från olika arabstater, i synnerhet Egypten under Gamal Abdel Nasser. Med tiden, i synnerhet efter sexdagarskriget 1967, höjdes dock kritiska röster inom PLO som menade att det var lönlöst att försöka låta andra, det vill säga de arabiska grannländerna, lösa konflikten åt dem. 1969 tog självständiga palestinska grupper (fedayeen) över kommandot i rörelsen och Yassir Arafat blev ny ordförande. Hans grupp, vänsternationalistiska Fatah, blev tongivande och dominerande inom PLO-rörelsen, men även vissa mer vänsterradikala fraktioner såsom kommunistiska Folkfronten för Palestinas befrielse (PFLP) och utbrytargruppen DFLP fick viktigt inflytande.
Efter Svarta september tvingades PLO fly från Jordanien till Libanon. Rörelsen var aktivt deltagande i inbördeskriget i Libanon och stred mot israeliska armén, libanesisk högermilis, samt syriska styrkor. PLO försvagades inbördes då Fatah, som styrde rörelsen, inte var särskilt ideologiskt färgstark utöver målet att befria Palestina. Däremot var kommunistiska PFLP och DFLP mycket tydligare i ideologi och utgjorde därmed ett hot mot Fatah för kontroll över rörelsen. Dessutom skapade Baathpartiets sekulära regeringar i Irak och Syrien marionettgrupper inuti PLO vilket komplicerade situationen ytterligare. Under den israeliska invasionen av Libanon 1982 tvingades man överge högkvarteret i Beirut och flytta till Tunis.
År 1988 utropade rörelsen Staten Palestinas självständighet och fick snabbt gehör från länder över hela världen. Året därpå hade 94 stater gett Palestina diplomatiskt erkännande. 2012 har 131 länder formellt erkänt Palestina, men Israel och de flesta västländer har vägrat.

### Osloprocessen
År 1993 inleddes förhandlingar i Oslo, den så kallade Osloprocessen, mellan Israel och PLO. Förhandlingarna resulterade i ett begränsat palestinskt självstyre i de ockuperade territorierna genom skapandet av Palestinska myndigheten. PLO tog omedelbart kontroll över Palestinska myndigheten som klart största politiska gruppering och Yassir Arafat utsågs till myndighetens president. Demokratiska val till Palestinska myndigheten hölls först år 1996.
PLO erkände också år 1993 Staten Israels rätt att existera, vilket ledde till konflikter inom rörelsen men förbättrade rörelsens ställning i många europeiska länder liksom USA. Man förkastade också användandet av våld för att nå sina politiska mål samt accepterade Säkerhetsrådets resolutioner 242 och 238. PLO har därefter stadigt förlorat i betydelse, men fortsätter att vara palestiniernas officiella och lagliga representant internationellt. Man har sedan 1980-talet sina formella högkvarter i Tunisien, men i praktiken fattas de tyngsta besluten på Västbanken.

## Politiska mål

Karta över länder som erkänner Staten Palestina.

PLO ville ursprungligen ersätta Israel med en arabisk stat, Palestina, dit alla palestinska flyktingar skulle kunna återvända från exilen. Från och med det tidiga 1970-talet blev PLO:s position något mer sofistikerad och man krävde istället att det sionistiska Israel skulle upphöra att existera, och att ett Palestina för judar och araber gemensamt skulle upprättas istället ("enstatslösningen"). Sedan 1993 erkänner man emellertid Israels rätt att existera och kräver istället en palestinsk stat bredvid, som skulle omfatta Västbanken, Gazaremsan samt Östra Jerusalem, alltså de palestinska territorier som Israel ockuperade under sexdagarskriget år 1967 ("tvåstatslösningen").
PLO menar att den israeliska bosättarpolitiken och mur på Västbanken hindrar en tvåstatslösning på konflikten genom att göra det omöjligt att skilja de ockuperade områdena från Israel. Rörelsen har en stark rival i islamistiska Hamas. De flesta PLO-grupper har, till skillnad från Hamas, varit vänsterbetonade och sekulära nationalister.

## Rättslig ställning
PLO har ett medlemskap för Palestina i Arabförbundet. Organisationen erhöll år 1974 observatörsstatus i FN och erkänns därmed av världens länder som palestiniernas lagliga representant. Staten Palestina har i sin tur ambassader i många muslimska länder, men erkänns inte officiellt i något FN-organ förutom Unesco sedan november 2011. PLO har representationskontor i många västländer, bland annat i Sverige, vilka i praktiken fungerar som inofficiella palestinska ambassader.

## Medlemsorganisationer
- Fatah: Vänsternationalistisk grupp, konsultativ medlem i Socialistinternationalen.
- Folkfronten för Palestinas befrielse (PFLP): Radikal marxist-leninistisk väpnad organisation.
- Demokratiska fronten för Palestinas befrielse (DFLP): Utbrytargrupp från PFLP 1969.
- Palestinska folkpartiet: Socialdemokratiskt, ex-kommunistiskt, parti utan väpnad gren.
- Palestinska befrielsefronten: Nationalistisk grupp splittrad i flera fraktioner.
- al-Saiqa: Palestinskt Baathparti under syrisk kontroll.
- Arabiska befrielsefronten: Palestinskt Baathparti under irakisk kontroll till 2003.
- Palestinska folkkampsfronten: Mindre socialistiskt parti.
- Palestinska arabiska fronten: Utbrytargrupp från Arabiska befrielsefronten 1993.

Några viktiga eller omtalade palestinska grupper som inte är medlemmar i PLO är Hamas, Islamiska Jihad, PFLP-GC, Abu Nidal-organisationen och Fatah-Uppror.

## Ordförande
- 1964–1969: Ahmad Shukairi
- 1969–2004: Yassir Arafat
- 2004–i dag: Mahmoud Abbas